# Gimpertshausen (Herrieden)
Gimpertshausen ist ein Gemeindeteil der Stadt Herrieden im Landkreis Ansbach (Mittelfranken, Bayern). Gimpertshausen liegt in der Gemarkung Elbersroth.

## Geographie
Der Weiler liegt am Erlbach, einem linken Zufluss der Wieseth. Im Nordosten erhebt sich der Hundsberg (506 m ü. NHN), im Norden liegt das Frühmeßholz und im Osten das Waldgebiet Großer Hieb. Im Süden und Westen erstreckt sich eine flachhügelige Ebene bestehend aus Acker- und Grünland. Ein Anliegerweg führt nach Leuckersdorf zur Kreisstraße AN 36 (0,8 km südlich).

## Geschichte
Der Ort hieß ursprünglich „Gumprehteshusen“. Das Bestimmungswort des Ortsnamens ist der Personenname Gumbrecht, wahrscheinlich der Name des ersten Hofbesitzers. Die Lehnsherrschaft über den Hof hatte das Hochstift Eichstätt. 1521 erwarb der damalige eichstättische Fürstbischof Gabriel von Eyb auch die Grundherrschaft von Adam von Sternheim. Das Hochgericht übte das ansbachische Oberamt Feuchtwangen aus, da es in dessen Fraischbezirk lag. 1732 wurden neben dem Hof noch zwei Gütlein erwähnt. Die drei Anwesen wurden vom eichstättischen Kastenamt Herrieden verwaltet. Nach 1790 kam Gimpertshausen zum Fraischbezirk des eichstättischen Oberamtes Wahrberg-Herrieden. Von 1797 bis 1808 unterstand der Ort dem Justiz- und Kammeramt Feuchtwangen.
Mit dem Gemeindeedikt (frühes 19. Jahrhundert) wurde Gimpertshausen dem Steuerdistrikt Weinberg und der Ruralgemeinde Elbersroth zugeordnet. Am 1. Juli 1971 wurde Gimpertshausen im Zuge der Gebietsreform in Bayern nach Herrieden eingemeindet.

## Einwohnerentwicklung
| Jahr      | 001818 | 001840 | 001861 | 001871 | 001885 | 001900 | 001925 | 001950 | 001961 | 001970 | 001987 |
| Einwohner | 20     | 24     | 22     | 25     | 22     | 25     | 19     | 22     | 16     | 13     | 10     |
| Häuser    | 2      | 4      |        |        | 3      | 3      | 3      | 3      | 3      |        | 3      |
| Quelle    | [ 11 ] | [ 12 ] | [ 13 ] | [ 14 ] | [ 15 ] | [ 16 ] | [ 17 ] | [ 18 ] | [ 19 ] | [ 20 ] | [ 1 ]  |

## Baudenkmäler
- Haus Nr. 2: Wohnstallhaus, eingeschossiges Gebäude mit Steildach, 1777, teilweise älterer Kern[21]
- Frühmeßholz: Feldkapelle, kleiner Massivbau mit Satteldachabschluss, mit Gusseisenkruzifix, zweite Hälfte 19. Jahrhundert; westlich am Waldrand[21]
- Mühlfeld (von Leuckersdorf nach Gimpertshausen): Wegkreuz, Kruzifix mit Marienfigur, Gusseisen auf Buntsandsteinsockel, zweites Drittel 19. Jahrhundert[21]

## Religion
Der Ort ist römisch-katholisch geprägt und bis heute nach St. Peter und Paul (Aurach) gepfarrt. Die Einwohner evangelisch-lutherischer Konfession waren ursprünglich in die Christuskirche (Herrieden) gepfarrt, heute ist die Pfarrei St. Wenzeslaus (Wieseth) zuständig.